# تخم‌نشین
آوگودکتس(نام علمی: Avgodectes) نام یک سرده از راسته پتروسور است.